# Bimbisara
Bimbisara (Sanskrit बिम्भिसार) war der erste bedeutende König des Reiches von Magadha im Osten Indiens. Er herrschte wahrscheinlich im 5. Jahrhundert v. Chr. Sein Reich umfasste einen großen Teil des heutigen Bundesstaats Bihar, wobei der Ganges die Nordgrenze bildete. Unter seiner Regierung weilte dort der Buddha Siddharta Gautama, mit dem ihn eine enge Beziehung verband. In jainistischen Quellen wird Bimbisara „Shrenika“ genannt.

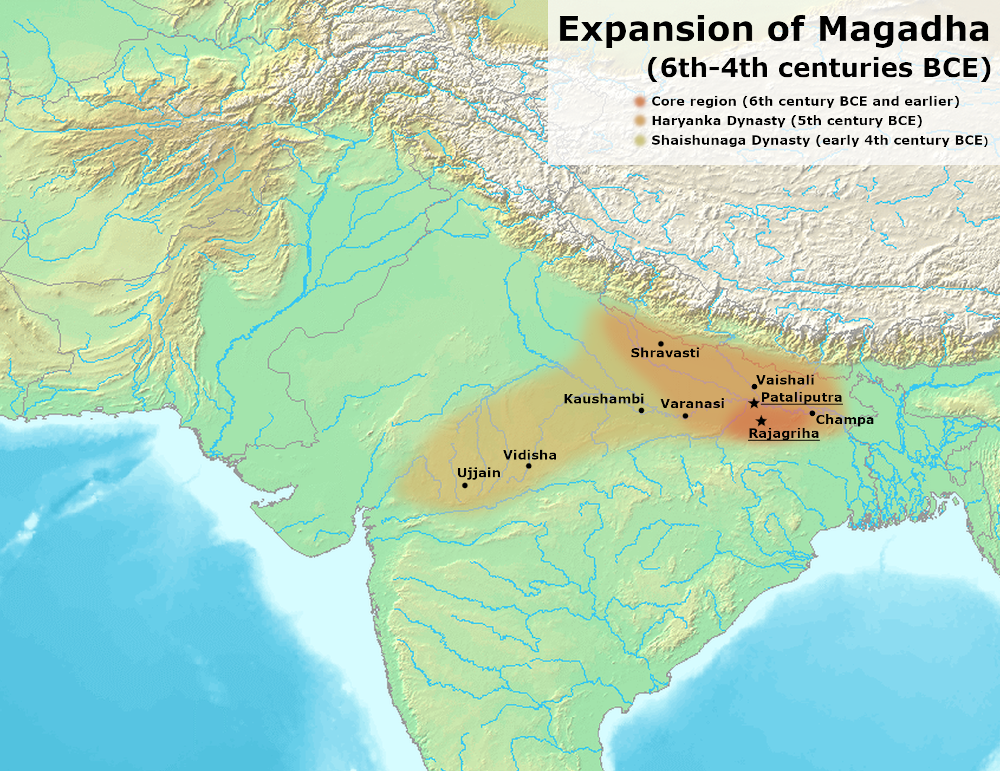
Das Königreich Magadha im 6. bis 4. Jahrhundert v. Chr.

## Chronologie
Bimbisaras Regierungsdauer betrug nach den Angaben der Chroniken Mahavamsa und Dipavamsa 52 Jahre. Der Buddha soll das Ende der Herrschaft Bimbisaras um rund acht Jahre überlebt haben. Da die herkömmliche Chronologie den Tod (Parinibbana) des Buddha in die achtziger Jahre des 5. Jahrhunderts v. Chr. setzt (meist 486 oder 483), wird für den König oft eine Regierungszeit von ca. 546/543 bis ca. 494/491 genannt. Neuerdings neigt die Forschung aber zunehmend zur Spätdatierung von Buddhas Tod und verlegt ihn ins späte 5. oder gar frühe 4. Jahrhundert. Das führt zu einer entsprechenden drastischen Verschiebung der Lebensdaten Bimbisaras um mehrere Jahrzehnte.

## Herkunft
Nach den Angaben der Chronik Mahavamsa wurde Bimbisara im Alter von 15 Jahren von seinem Vater zum Thronfolger bestimmt und trat dann sogleich dessen Nachfolge an. Der Name des Vaters wird mit Bhati oder Bhatiya (Bhattiya) oder Mahapadma angegeben, derjenige der Mutter mit Bimbi. Es ist aber nicht klar, aus welchen Familien diese Personen stammten und seit wann Bimbisaras Geschlecht in Magadha herrschte.

## Außen- und Heiratspolitik
Über die Außenpolitik Bimbisaras ist wenig bekannt. Es steht fest, dass er eine erfolgreiche Heirats- und Expansionspolitik trieb und damit die Grundlage für die Blütezeit des Reiches von Magadha schuf. Offenbar hatte er zahlreiche Frauen (angeblich 500). Die ranghöchste unter ihnen war Kosaladevi, eine Schwester des Königs Prasenajit (Pali: Pasenadi), der das nordwestliche Nachbarreich Kosala (im Osten des heutigen Bundesstaats Uttar Pradesh) regierte. Die Absicherung im Westen und Norden durch Heiratspolitik und rege Diplomatie ermöglichte Bimbisara ein Ausgreifen nach Osten, wo er das Reich von Anga mit der Hauptstadt Champa unterwarf.

## Innenpolitik
Bimbisara machte aus dem Ort Girivraja (Pali: Giribbaja) seine Hauptstadt, die er Rajagriha (Pali: Rajagaha) nannte und zu einer bedeutenden Metropole ausbaute (heute Rajgir). Er gilt als Schöpfer des durchorganisierten Verwaltungssystems in seinem Reich, insbesondere der Finanzbehörden. Die Zahl der Siedlungen im Reich wird mit 80 000 angegeben, was jedoch nicht wörtlich zu nehmen ist. Die Dörfer unterstanden einer örtlichen Selbstverwaltung, an deren Spitze jeweils ein Bürgermeister oder Dorfältester (gramani, abgeleitet von grama, Dorf) stand. Es gab auf Reichsebene eine allgemeine Versammlung aller dieser Bürgermeister, die für die örtliche Steuereintreibung zuständig waren. Die Steuern, ursprünglich mehr oder weniger freiwillige und unregelmäßige Abgaben, wurden von königlichen Beamten nach bestimmten Richtlinien festgesetzt und regelmäßig eingesammelt, wobei sich eine Steuer nach dem Umfang des Landbesitzes bemaß, eine andere auf die landwirtschaftliche Produktion erhoben wurde. Die Zentralverwaltung gliederte sich in drei Abteilungen (Inneres, Justiz und Militär).

## Religion
In Bimbisaras Reich hielt sich nicht nur der Buddha auf, sondern auch Mahavira, der Reformator des Jainismus und Führer der Jains. Beide Religionen zählten Bimbisara zu ihren Anhängern; er begünstigte beide und besuchte sowohl den Buddha als auch Mahavira. Es war damals üblich, dass die Könige sich zu den bedeutenden religiösen Lehrern begaben und nicht umgekehrt.
Die Beziehung des Königs zum Buddha war eng. Bimbisara besuchte den Buddha schon einige Jahre vor dessen Erwachen (Bodhi), als der Buddha sich in Rajagriha aufhielt. Als der Buddha nach dem Bodhi-Erlebnis erneut in Rajagriha erschien, nahm der König die Buddha-Lehre an, bewirtete den Buddha eigenhändig und beschenkte ihn großzügig. Bimbisara soll damals 31 Jahre alt gewesen sein. Eine seiner Frauen namens Khema wurde sogar buddhistische Nonne.

## Regierungsende und Tod
Unter den Söhnen Bimbisaras scheint Ajatasattu der unangefochtene Thronfolger gewesen zu sein, wohl weil seine Mutter Kosaladevi die Schwester des Königs von Kosala war und unter den Frauen Bimbisaras den ersten Rang einnahm. In den jainistischen und buddhistischen Quellen wird Bimbisaras Regierungsende unterschiedlich geschildert. Alle stimmen darin überein, dass Ajatasattu machtgierig war und den Tod seines Vaters nicht abwarten wollte, sondern ihn stürzte bzw. zur Abdankung veranlasste und einkerkerte, und dass Bimbisara im Gefängnis starb. Dies betrachtet die Forschung als historischen Sachverhalt.

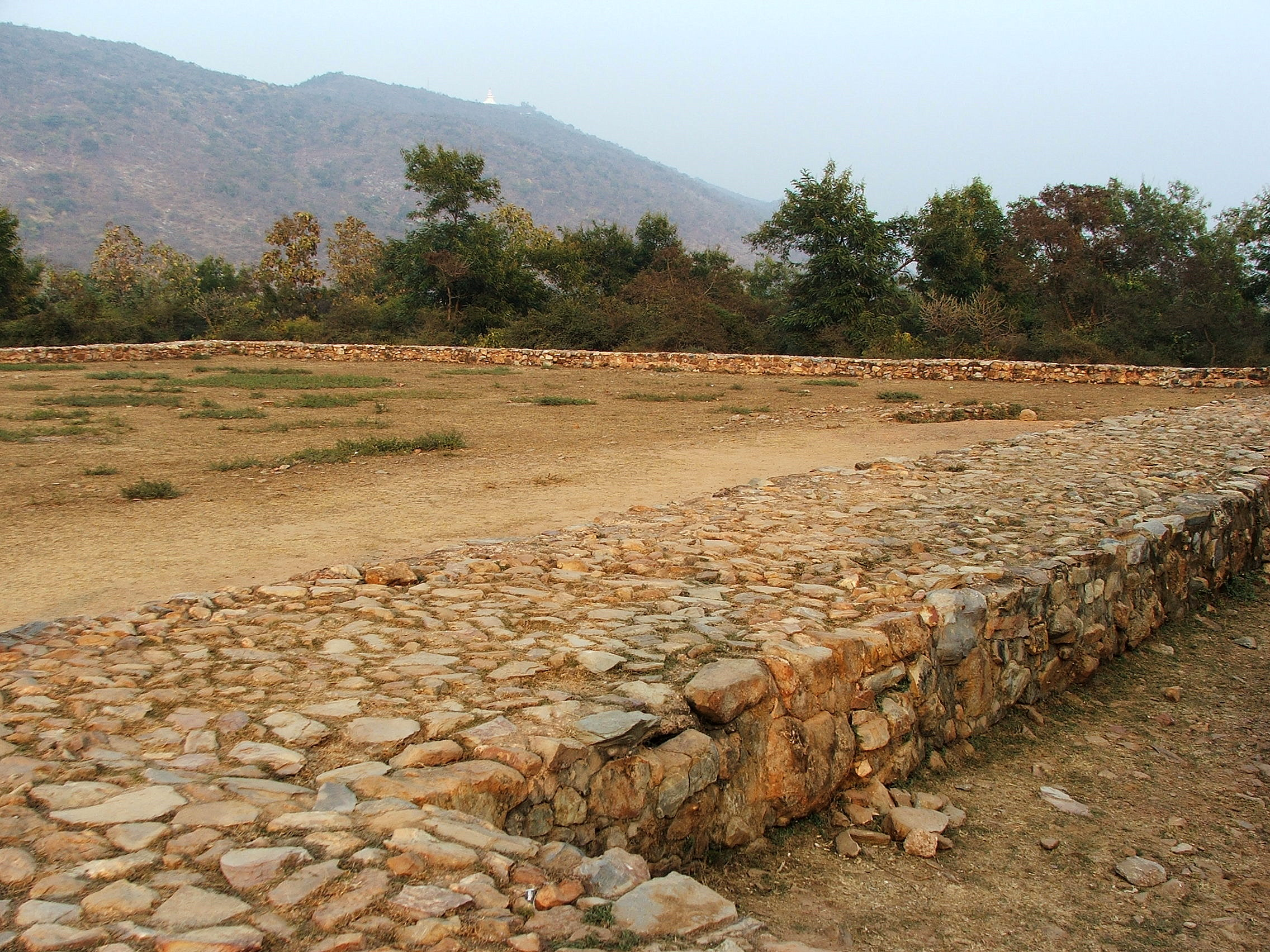
Mauerreste des Gebäudes in dem Bimbisara eingekerkert worden war.

In den Einzelheiten unterscheiden sich die Darstellungen:
- Buddhistische Quellen behaupten, Ajatasattu habe unter dem Einfluss des Mönchs Devadatta gehandelt. Devadatta, dem im Buddhismus die Rolle des Erzbösewichts und Widersachers des Buddha zugewiesen wird, soll den Prinzen zu einem Mordanschlag auf den König angestachelt haben.[16] Der Plan scheiterte; Ajatasattu wurde entweder schon nach dem Betreten des Palastes oder unmittelbar nach einem fehlgeschlagenen Attentat festgenommen. Gegen den Rat eines Teils seiner Minister verzieh der König dem Prinzen und dankte zu dessen Gunsten ab. Nach einer anderen Version erhob er seinen Sohn zum Mitherrscher, nach einer weiteren überließ er ihm zunächst einen Teil des Reichs. Übereinstimmung besteht darin, dass Ajatasattu die ganze Macht an sich riss. Bimbisara wurde ins Gefängnis geworfen und dort gefoltert und umgebracht bzw. dem Hungertod ausgeliefert.[17]
- Nach der Jain-Überlieferung hat Ajatasattu seinen Vater nicht getötet. Er bereute, was er ihm angetan hatte, und begab sich ins Gefängnis, um ihn freizulassen. Bimbisara vergiftete sich aber vorher aus Angst vor seinem Sohn.[18]

Beide Darstellungen sind tendenziös. Die jainistischen Quellen versuchen, Ajatasattu von dem Verbrechen des Vatermords zu entlasten, da er später den Jainismus gefördert hat. Buddhistische Autoren schildern Bimbisara als vorbildlichen Buddhisten, der alles Unrecht geduldig ertrug, und sind vor allem bestrebt, Devadatta als Anstifter des Unheils anzuschwärzen. Die Erzählungen über Devadattas Rolle in dem Machtkampf sind jedoch wahrscheinlich frei erfunden.